# 阿明·策格勒
阿明·策格勒（德語：Armin Zöggeler，1974年1月4日—），意大利男子雪橇运动员。他曾代表意大利参加1994年、1998年、2002年、2006年、2010年和2014年冬季奥林匹克运动会雪橇比赛，获得二枚金牌、一枚银牌和三枚铜牌。